# 黑顶梅花雀
黑顶梅花雀（学名：Estrilda nonnula），是梅花雀科梅花雀属的一种，分布于乌干达、加蓬、中非共和国、尼日利亚、赤道几内亚、肯尼亚、贝宁、坦桑尼亚、卢旺达、布隆迪、刚果民主共和国、苏丹、喀麦隆和刚果。全球活动范围约为1,040,000平方千米。该物种的保护状况被评为无危。
黑顶梅花雀的平均体重约为8.6克。栖息地包括亚热带或热带的（低地）干燥疏灌丛、亚热带或热带的湿润低地林、亚热带或热带的旱林、耕地、干燥的稀树草原和乡村花园。